# Xylocopa bambusae
Xylocopa bambusae är en biart som beskrevs av Carlos Schrottky 1902. Xylocopa bambusae ingår i släktet snickarbin, och familjen långtungebin. Inga underarter finns listade i Catalogue of Life.